# Антрацитівська міська територіальна громада
Антрацитівська міська громада — номінально утворена громада в Україні, у Ровеньківському районі Луганської області. Адміністративний центр — місто Антрацит. Територія громади окупована військами РФ.
Площа громади — 637,3 км², населення — 94,4 тисяч мешканців (2020).
Утворена шляхом об'єднання Антрацитівської міської, Боково-Платівської, Верхньонагольчицької, Дубівської, Єсаулівської, Кам'янської, Кріпенської, Нижньонагольчицької, Щотівської, Ясенівської селищних та Дяківської, Рафайлівської, Червонополянської сільських рад.

## Населені пункти
У складі громади: місто – Антрацит; селища – Боково-Платове, Верхній Нагольчик, Дубівський, Кам'яне, Кріпенський, Нижній Нагольчик, Осавулівка, Щотове, Ясенівський і села – Дякове, Зелений Курган, Зеленодільське, Іллінка, Ковпакове, Леонове, Леськине, Лісне, Лобівські Копальні, Мельникове, Оріхове, Рафайлівка, Садовий, Степове, Христофорівка, Червона Поляна